# Демократична Молодіжна Співдружність Європи
Демократична Молодіжна Співдружність Європи (Democratic youth community of Europe (DEMYC) — це міжнародна організація, яка об'єднує молодіжні організації Християнсько-демократичного та Консервативного ідеологічних спрямувань Європи.
Заснована в 1964 році.
Всеукраїнська молодіжна громадська організація Демократичний Альянс є повноправним членом Демократичної Молодіжної Співдружності Європи з 1997 року.
Демократичний Альянс [Архівовано 18 листопада 2018 у Wayback Machine.] є однією з не багатьох молодіжних організацій Центральної та Східної Європи, які мали представників в керівних органах DEMYC. Так, у 2001 році Владислав Синяговський, який на той час був Генеральним Секретарем Демократичного Альянсу, став Віце-президентом DEMYC, де три роки представляв інтереси організації.